# Tony Rölke
Tony Rölke (Berlijn, 22 januari 2003) is een Duits voetballer. Hij speelt als middenvelder en als aanvaller. In de zomer van 2024 kwam hij over van Hertha BSC naar SC Cambuur.

## Carrière

### Jeugd
Rölke begon zijn carrière bij de club Stern Marienfelde. Daarna stapte hij over naar de jeugdacademie van Hertha BSC. Daar speelde hij dat seizoen 18 wedstrijden en wist hij 17 goals te scoren. Daarna ging hij door naar de U-18 en U-19 waarna hij in Hertha BSC II ging spelen. Zijn debuut in het eerste elftal maakte hij in de laatste speelronde van het seizoen 22/23 in de gewonnen wedstrijd tegen VfL Wolfsburg (1-2). Het seizoen daarop speelde hij nog één wedstrijd bij het eerste team.

### SC Cambuur
In de zomer van 2024 trok SC Cambuur Rölke transfervrij aan. De middenvelder maakte in de wedstrijd tegen TOP Oss (0-1) zijn debuut.

## Statistieken
| Seizoen  | Club       | Competitie     | Competitie | Competitie | Beker | Beker | Overig | Overig | Totaal | Totaal |
| Seizoen  | Club       | Competitie     | Wed.       | Dlp.       | Wed.  | Dlp.  | Dlp.   | Dlp.   | Wed.   | Dlp.   |
| -------- | ---------- | -------------- | ---------- | ---------- | ----- | ----- | ------ | ------ | ------ | ------ |
| `2022/23 | Hertha BSC | Bundesliga     | 1          | 0          | 0     | 0     | 0      | 0      | 1      | 0      |
| `2022/23 | Hertha II  | Regionalliga   | 30         | 8          | 0     | 0     | 0      | 0      | 30     | 8      |
| 2023/24  | Hertha BSC | 2. Bundesliga  | 1          | 0          | 0     | 0     | 0      | 0      | 1      | 0      |
| 2023/24  | Hertha II  | Regionalliga   | 25         | 0          | 0     | 0     | 0      | 0      | 25     | 0      |
| 2024/25  | SC Cambuur | Eerste divisie | 24         | 3          | 2     | 1     | 0      | 0      | 26     | 4      |
| Totaal   | Totaal     | Totaal         | 81         | 11         | 2     | 1     | 0      | 0      | 83     | 12     |

Bijgewerkt op 29 maart 2025.